# Dama de Galera

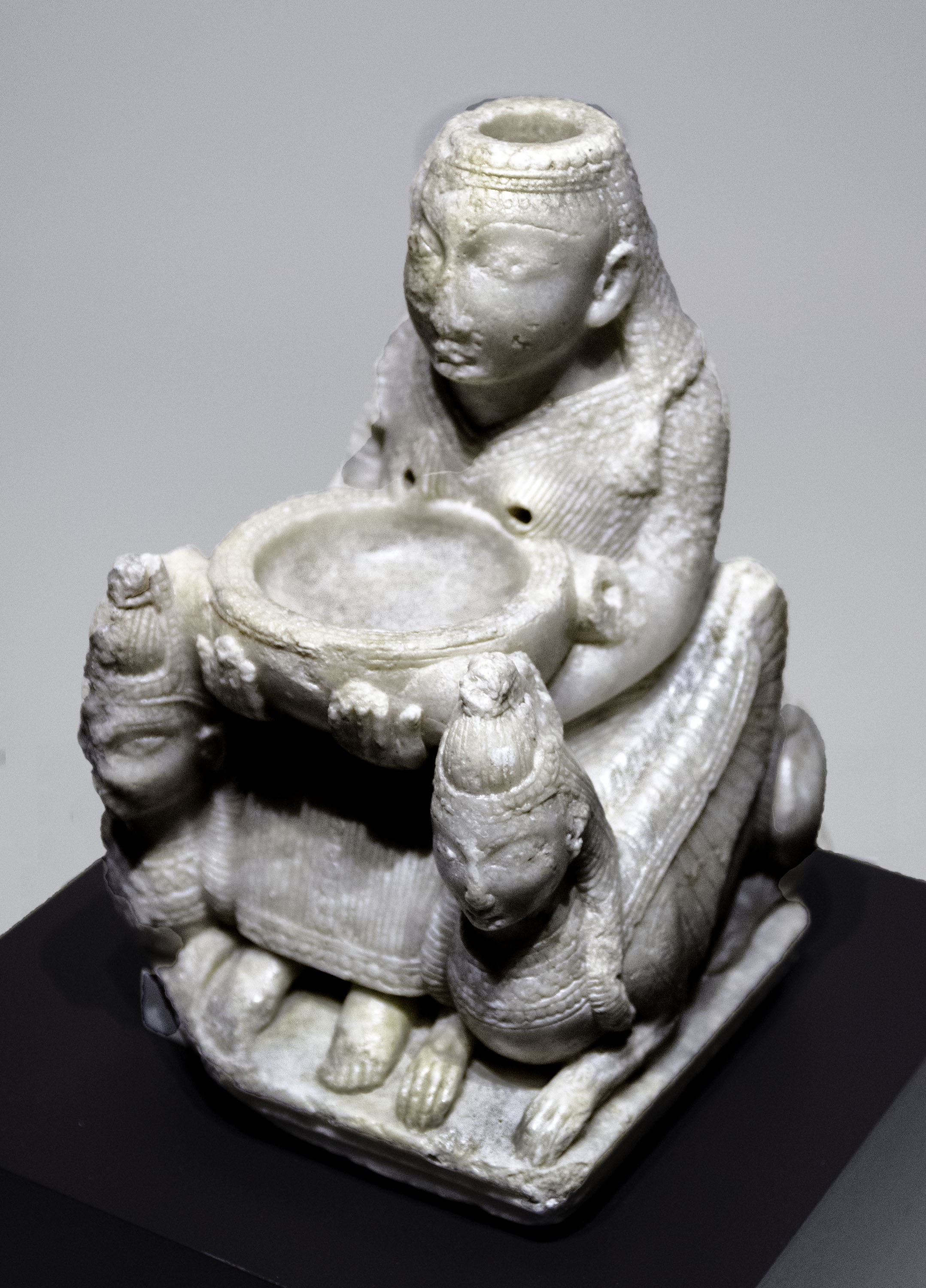
Dama de Galera

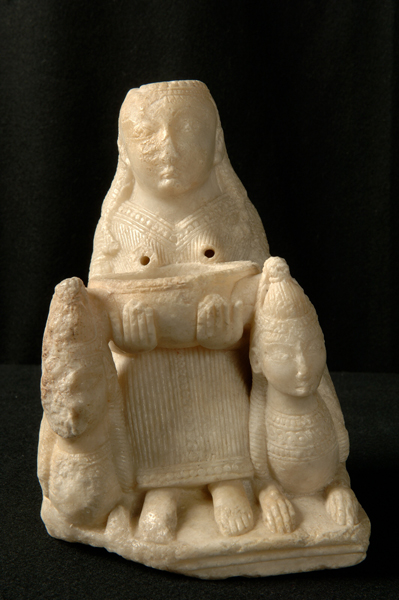
Dama de Galera

Die Dama de Galera ist eine wahrscheinlich aus dem 7. Jahrhundert v. Chr. stammende phönizische Dama-Kleinfigur aus Alabaster von nur 18,5 cm Höhe; sie befindet sich heute im Museo Arqueológico Nacional de España in Madrid (Spanien).

## Fundgeschichte
Die Kleinskulptur wurde um 1916 bei Ausgrabungen in der iberischen Nekropolis von Tútugi auf dem Gebiet der andalusischen Gemeinde Galera entdeckt.

## Beschreibung
Bei der Dama de Galera handelt es sich um eine von zwei geflügelten Sphingen flankierte weibliche Sitzfigur mit einem bis zum Boden reichenden plissierten und in einer Bordüre endenden Gewand, unter dem die nackten Füße herausschauen. Mit beiden Unterarmen und Händen hält sie eine Opferschale, in welcher ehemals aus zwei kleinen Brustöffnungen spritzende Flüssigkeiten (Milch, Wasser) aufgefangen wurden. Ein weiteres Behältnis (oder ein Reif) befindet sich auf dem Kopf der Statuette, von welchem geflochtene Haarsträhnen bis auf die Schultern hinabfallen.

## Interpretation
Anders als die anderen, mit Ausnahme der Dama de Baza nur als Büsten dargestellten Damas ist die Figur nicht isoliert, sondern wird von zwei seitlich liegenden geflügelten Sphingen begleitet, die auch als Seitenwangen eines Thronsitzes gedeutet werden können; außerdem hält sie ein Opferbecken. Sie ist folglich mehr als Hohepriesterin oder gar als (Fruchtbarkeits-)Göttin zu verstehen. Ihre geringe Größe und ihre idealisierte Darstellung unterscheidet sie von den stärker belebten, geradezu feminin wirkenden Damas späterer Zeit.